# سیلین‌یروی
سیلین‌ْیَروی (به فنلاندی: Siilinjärvi) یک منطقهٔ مسکونی در فنلاند است که در ساوونیای شمالی واقع شده‌است.

## خواهرخوانده
شهرهای آمبرگ، بخش سونه، الوروم، هایدوبوسورمنی و کامنوگورسک خواهرخوانده‌های سیلین‌یروی هستند.